# Unjang-san
Unjang-san är ett berg i Sydkorea.   Det ligger i provinsen Norra Jeolla, i den centrala delen av landet, 190 km söder om huvudstaden Seoul. Toppen på Unjang-san är 1 126 meter över havet.
Terrängen runt Unjang-san är huvudsakligen kuperad. Unjang-san är den högsta punkten i trakten. Runt Unjang-san är det ganska glesbefolkat, med 34 invånare per kvadratkilometer. Närmaste större samhälle är Jinan-eup, 14,6 km söder om Unjang-san. I omgivningarna runt Unjang-san växer i huvudsak blandskog.